# SK Zooweti Tbilisi
 SK Zooweti Tbilisi (gruz. სკ ზოოვეტი თბილისი) – gruziński klub piłkarski z siedzibą w Tbilisi.

## Historia
Chronologia nazw:
- 1954—2012: Sportis Akademiis Stadioni
- Od 2012: SK Zooweti Tbilisi

Klub został założony w 1975 jako Sportis Akademiis Stadioni. Na początku grał w rozgrywkach lokalnych. W sezonie 2011/12 debiutował w Pirweli Liga.

## Sukcesy
- Meore Liga: mistrz (2011/12)